# Nerites
U grčkoj mitologiji, Nerites (grčki Νηριτης, Nêritês) bio je morsko božanstvo; sin morskog boga Nereja i njegove supruge Doride (Doris) te brat 50 Nerejida (morske nimfe). Nerites je pretvoren u morskog puža.

## Mitovi
Jedan mit kaže da je Nerites bio iznimno lijep te da ga je Afrodita, božica povezana sa seksualnošću i ljepotom, voljela, boraveći s njim na dnu mora. Zeus je pozvao Afroditu na Olimp te je ona htjela drugim bogovima predstaviti Neritesa, koji je to odbio, izabravši da nastavi biti s roditeljima i sestrama u moru. Afrodita mu je ipak dala krila, nadajući se da će poći s njome, no on je to zanemario, pa se ona naljutila, pretvorivši ga u puža. Krila su na kraju završila na bogu Erosu (Ljubav), koji je postao Afroditin pratitelj.
Prema drugom mitu, Nerites je bio ljubavnik vladara mora Posejdona, koji je veoma volio Neritesa. Kad god bi se Posejdon vozio u svojoj kočiji, ribe, dupini i Tritoni bili bi ga slavili, ali je mladi Nerites njemu bio najbliže. Ipak, Helije (Sunce) pretvorio je Neritesa u puža.